# 梁川剛一
梁川 剛一（やながわ ごういち、1902年（明治35年）3月30日 - 1986年（昭和61年）4月26日）は、北海道函館出身の画家・彫刻家。東京美術学校を首席で卒業、戦前から少年倶楽部をはじめとする児童雑誌や絵本などの挿絵画家として活躍。彫刻家としても、函館市の高田屋嘉兵衛像や長崎市グラバー園の三浦環（蝶々夫人）像などの作品を制作した。また、日本出版美術家連盟の設立にも加わった。

## 経歴
1902年、北海道函館区で梁川亀太郎、ヨコの長男として生まれ、生後すぐ亀太郎の兄・鶴松の養子となる。14歳のとき父親の転勤に伴い札幌へ移り、北海中学に入学する。北海中学では応援団に入ったほか、「団栗（どんぐり）会」という美術部で本郷新らと絵を描いていた。
1923年（大正12年）、東京高等工業学校応用科学科を受験するが不合格。しかし、たまたま上野の博覧会で見た吉田三郎の彫刻「老鉱夫」に感動して東京美術学校彫刻科塑造部を受験し合格する。なお、梁川は美術学校への入学は兵役逃れのためだったと語っている。同年、増井多津子（戸籍上はタツ）と結婚。美術学校入学後も予備校に通い、翌年も東京高等工業学校受験を目指した。しかし、美術学校の出席日数が足りなくなり退学寸前となり、年内に特待生となるという条件で在学を許可された。
美術学校では、朝倉文夫、建畠大夢、北村西望らに師事した。
1926年（大正15年）、第7回帝国美術院展覧会（帝展）に「競技」を出品し入選。当時の新聞に「ロダンの血が通っている」と評された。
1928年（昭和3年）、美術学校を首席で卒業し、その後、妻子とともに函館の実家に身を寄せる。函館時代、函館図書館長の岡田健蔵や後に函館市長となる齋藤與一郎らと親交を深め、岡田や斎藤ら函館の人物の彫像を制作、その縁で高田屋嘉兵衛の銅像製作を依頼される。銅像は日魯漁業の堤清六の支援を受けることとなったが、同社が漁区奪取事件（島徳事件）により大損害を被ったため中止となる。
1929年（昭和4年）、再び上京、歩兵第1連隊に短期入隊する。入営中に射撃大会賞品の楯を制作、これを聖徳太子奉賛展に出品し入賞した。
1934年（昭和9年）、第15回帝展に出品した「平和工作の響き」が特選となり、以後、無鑑査となる。

### 挿絵画家として活躍
当時は多くの画家が生計を立てるため挿絵を描いており、梁川も児童小説家の筒井敏雄の紹介で、1931年（昭和6年）に小学館の「セウガク一年生」に擬人画「動物の花見」を描き、挿絵画家としてデビューした。
その後、富田常雄の紹介で大日本雄弁社講談社の雑誌に挿絵を描き始める。1937年（昭和12年）、江戸川乱歩が少年倶楽部に連載した小説「少年探偵団」の挿絵を描く。少年倶楽部では、1938年（昭和13年）に少年探偵団シリーズの「妖怪博士」、佐藤紅緑の「黒将軍快々譚」、1940年（昭和15年）に「新寶島」の挿絵を描いた。
また、1937年に講談社の絵本の第28巻「リンカーン」の挿絵を描く。

### 戦後

高田屋嘉兵衛像

1945年（昭和20年）5月の空襲で自宅を焼失し、妻の実家がある札幌へ疎開。終戦後、札幌で知人と出版社「エルム社」を立ち上げる。エルム社は幼児向けの「コドモ絵本」、小学生向けの「絵本よみもの」を出版し、梁川が挿絵を描いた。また、札幌時代には紙芝居も手掛けた。
1955年（昭和30年）、函館で高田屋嘉兵衛の130年忌を期に銅像を建てる計画が復活。再び梁川が製作を依頼され、1958年（昭和33年）7月に完成した。
1973年（昭和48年）には日本児童文芸家協会の児童文化功労賞を受賞した。
1985年（昭和60年）から、東京都中野区の自宅を改造し私設美術館を建設する計画を立て翌年3月に起工するが、直後の4月26日に死去。美術館は娘2人により同年12月に「梁川剛一記念美術館」として開館されたが、住宅地という立地の悪さから経営はうまくいかず1989年（平成元年）11月に閉館した。その後、1990年（平成2年）に挿絵原画、彫刻作品、遺品などが函館市へ寄贈・寄託され、一部が函館市文学館で常設展示されている。

## 主な作品

### 彫刻
- 「高田屋嘉兵衛像」（函館市宝来町）
- 「明治天皇御上陸記念碑（鳳凰）」（函館市末広町）
- 「岡田健蔵胸像」（函館市中央図書館内）
- 「ボーイズビーアンビシャス」（札幌市、北海道大学サークル会館内）
- 「三浦環（蝶々夫人）像」（長崎市グラバー園内）

明治天皇御上陸記念碑（鳳凰）
三浦環（蝶々夫人）像

### 挿絵
少年倶楽部
「敵中横断三百里」（山中峯太郎）、「少年探偵団」（江戸川乱歩）
講談社の絵本
「リンカーン」「石の花」「クオレ物語」「ヒットラー」
講談社 少年少女世界名作全集
「家なき子」（訳 那須辰造） 1960

## 著書
- 「梁川剛一挿画大集」講談社